# Bataille de Samawa
Guerre d'Irak
La bataille de Samawa oppose les forces de la Coalition (Américains) aux forces irakiennes (composées de paramilitaires des Fedayin Saddam et d'éléments de la garde républicaine ainsi que de l'armée irakienne) du 30 mars au 4 avril 2003 pendant l'opération liberté irakienne, lors de la progression américaine sur Bagdad.

## Contexte historique
La 3e division d'infanterie US avance directement sur Bagdad sans nettoyer les villes irakiennes fortement défendues dans le sud du pays. La prise de la capitale doit se faire en traversant l'Euphrate au niveau de Kerbala, juste au sud de la capitale irakienne.
Près de Samawa du 22 au 25 mars, la division tente de détruire les unités irakiennes à l'aide d'artillerie et de frappes aériennes. Les forces irakiennes tentent d'attaquer les colonnes américaines mais se font massacrer. 120–160 soldats irakiens sont tués et aucune perte n'est rapportée du côté américain.
La ville est contournée et n'entrave pas sérieusement l'avancée de la division sur Bagdad, mais les unités irakiennes retranchées à l'intérieur de la ville organisent des attaques contre les convois de ravitaillement américains. Le 25 mars, 2e brigade de la 82e division aéroportée US reçoit l'ordre de capturer Samawa depuis ses positions établies à la base aérienne de Talil.

## Déroulement de la bataille

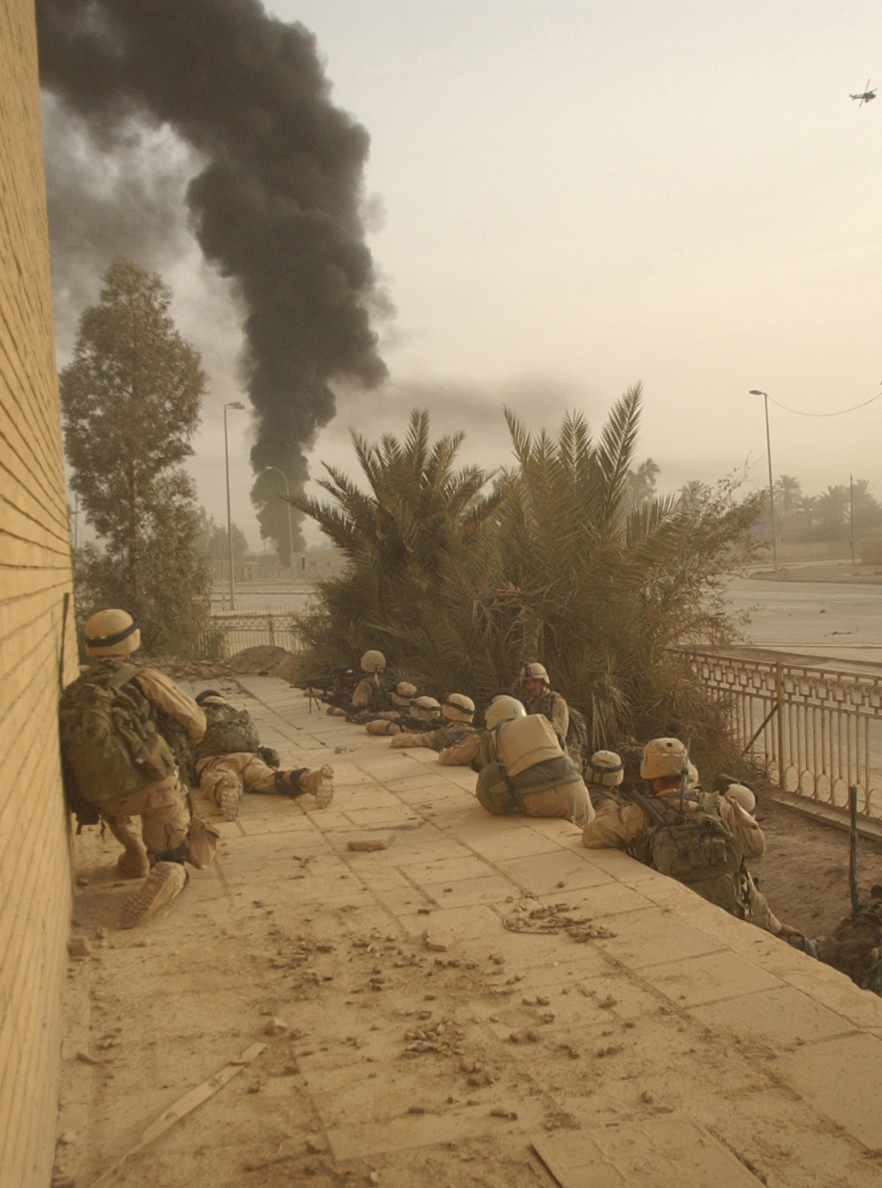
Soldats américains progressant dans le nord de la ville, 4 avril 2003.

La 2e brigade atteint la périphérie est de Samawa le 30 mars vers 3h00 du matin. Elle découvre un talus de sable, non défendu par les forces irakiennes. À l'aube, les Américains lancent un assaut contre la cimenterie, tombant sous le feu de tirs d'armes légères et de RPG-7. Un tireur d'élite irakien, positionné sur le toit, est éliminé par un missile BGM-71 TOW, ce qui provoque l'effondrement de l'usine. Ne disposant pas de grenades fumigènes, la progression des soldats américains est entravée. Les hélicoptères Bell OH-58 Kiowa neutralisent alors les équipes de mortiers et détruisent plusieurs technicals irakiens. Aux environs de 15h00, des F/A-18 Hornet de l'US Air Force bombardent un entrepôt près de la cimenterie utilisé par l'armée irakienne. 
Au crépuscule, les combats cessent. Dans la nuit, le 2e bataillon du 325e régiment d'infanterie lance une attaque contre les ponts sur l'Euphrate dans Samawa. Cette opération a pour but d'attirer l'attention de la garde républicaine irakienne et de soulager les arrières de la 3e division d'infanterie US. Immédiatement après, des A-10 Thunderbolt II et des obusiers M119 annihilent les positions irakiennes. Un SUV bourré d'explosifs tente de traverser le pont vers les Américains mais est neutralisé par une mitrailleuse de calibre 50. Le reste la journée est marqué par des tirs de mortier et quelques escarmouches entre forces irakiennes et américaines. 

À 7h00 du matin le 2 avril, le 1er bataillon du 325e régiment d'infanterie lance une attaque à nouveau contre la cimenterie, soutenu par des Lockheed AC-130. Celle-ci est prise sans opposition irakienne. Du 2 au 4 avril, les Américains nettoient le reste de la ville. Les quartiers-généraux des Fedayin Saddam sont pris le 4 avril. Des frappes aériennes touchent les bâtiments officiels du Parti Baas. L'hôpital, défendu par les forces irakiennes n'est en revanche pas bombardé du fait de la présence de civils dans ce secteur. 
Le 4 avril, Samawa est déclarée sécurisée par les forces américaines.

## Conséquences
Leurs arrières étant sécurisés, les Américains lancent l'assaut final sur Bagdad après s'être emparés de Kerbala. Le 12 avril, le régime de Saddam Hussein tombe.